# Morpho phanodemus
Morpho phanodemus är en fjärilsart som beskrevs av William Chapman Hewitson 1869. Morpho phanodemus ingår i släktet Morpho och familjen praktfjärilar. Inga underarter finns listade i Catalogue of Life.